# Behenjy
Behenjy is een plaats en commune in het centrum van Madagaskar, behorend tot het district Ambatolampy, dat gelegen is in de regio Vakinankaratra. Tijdens een volkstelling in 2001 telde de plaats 18.137 inwoners.
De plaats biedt naast lager onderwijs ook middelbaar onderwijs aan. 50 % van de bevolking werkt als landbouwer en 30 % houdt zich bezig met veeteelt. Het belangrijkste landbouwproduct is rijst; andere belangrijke producten zijn groenten, bonen, mais en maniok. Verder is 5% actief in de dienstensector en heeft 15% een baan in de industrie.

## Afbeeldingen

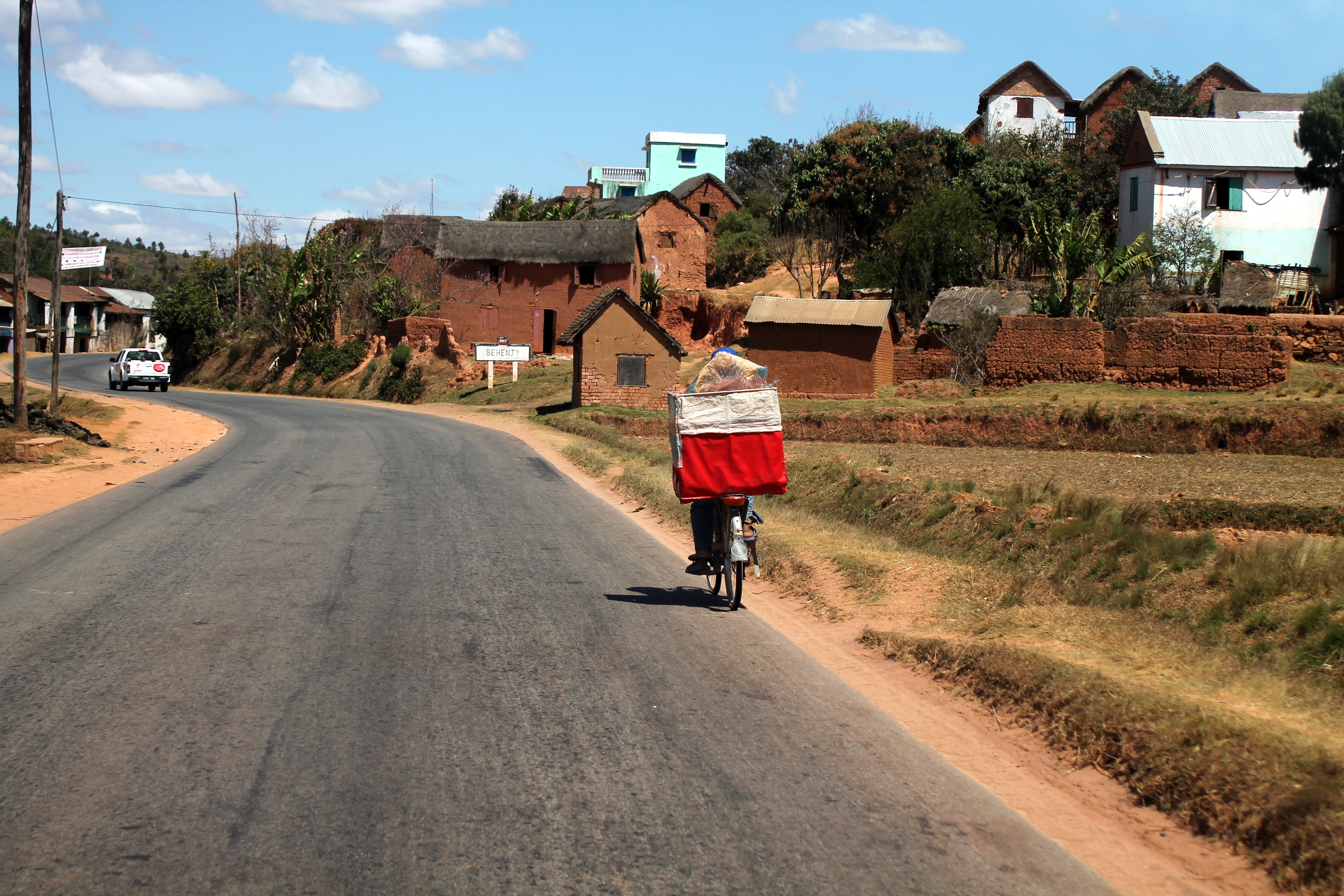
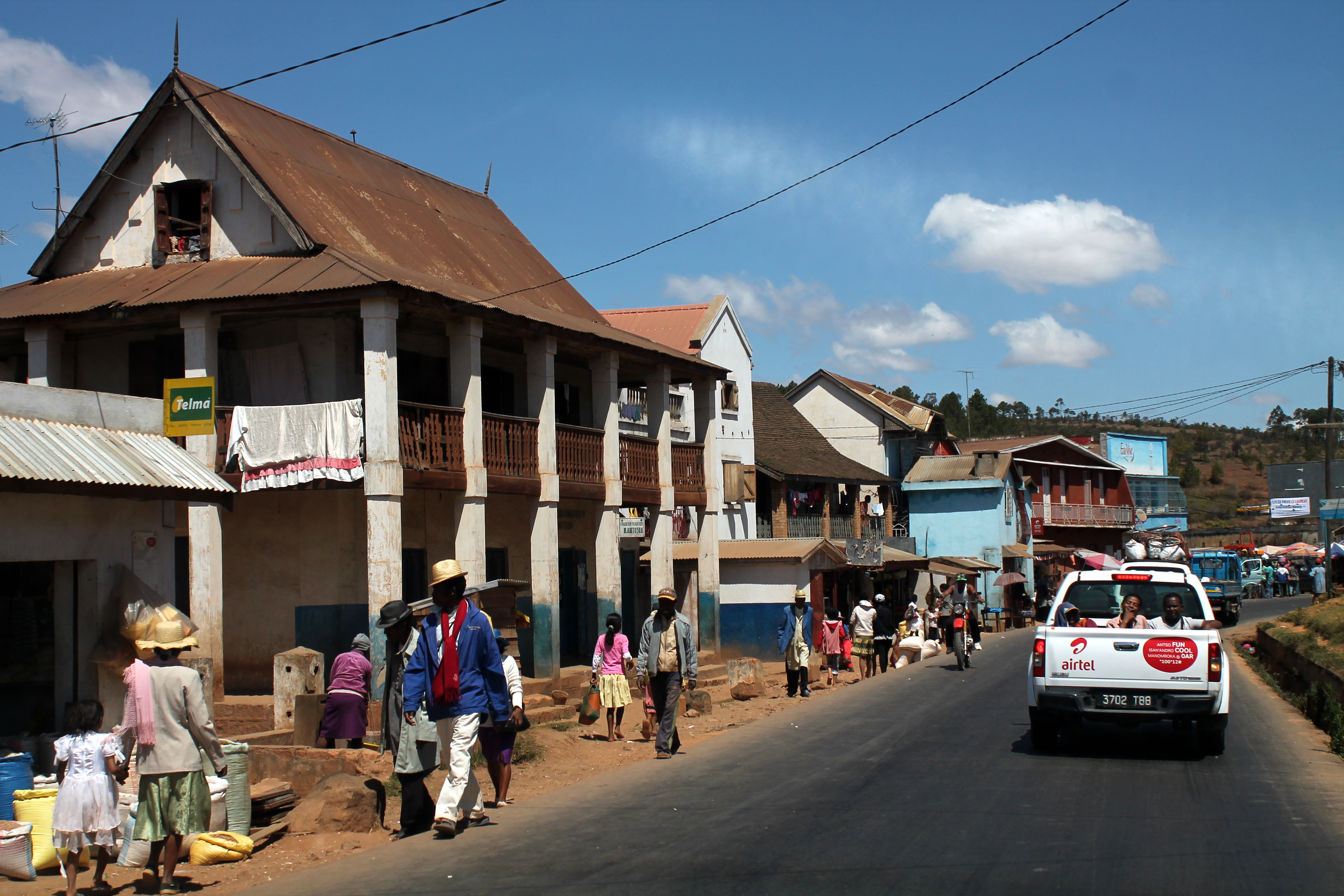
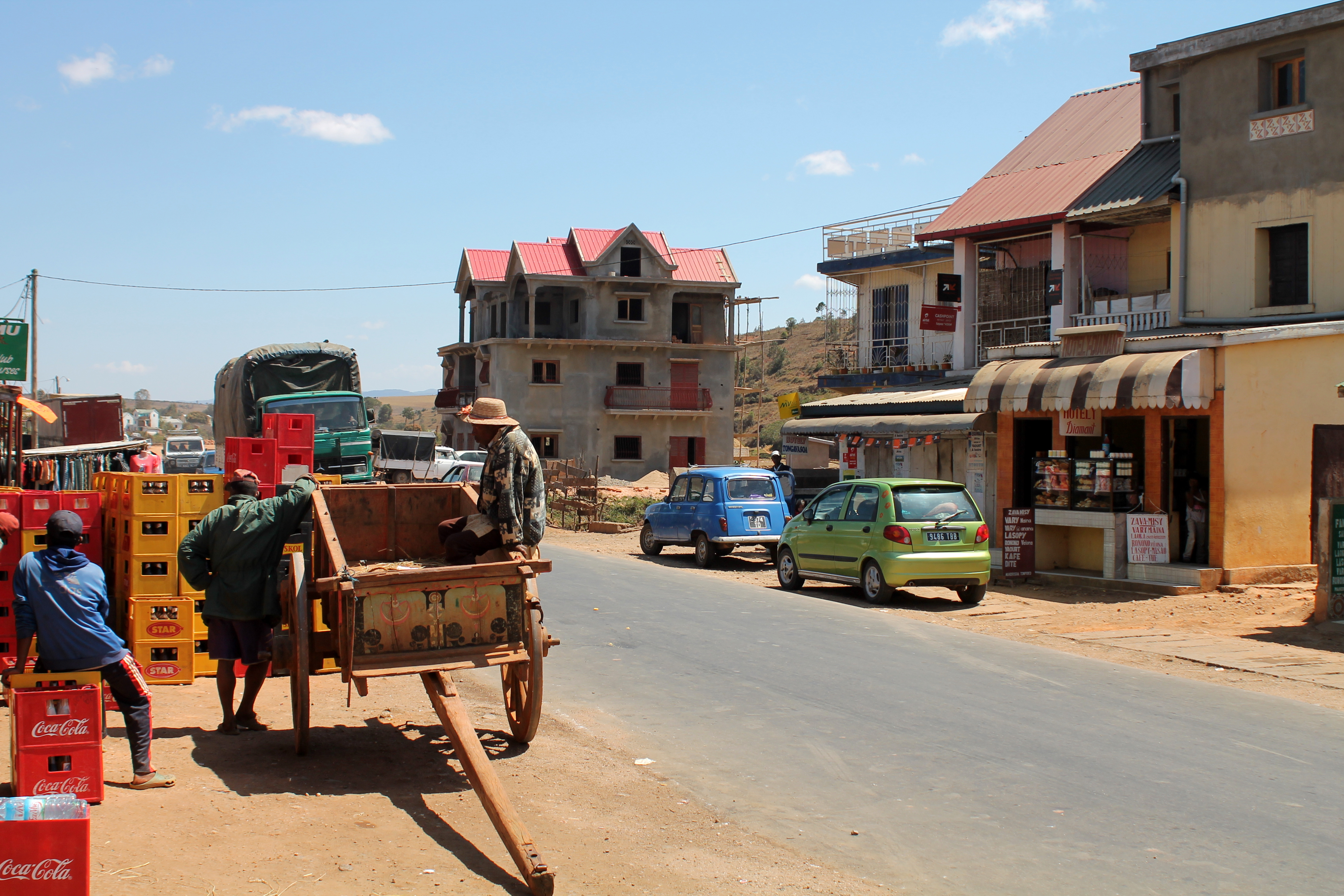
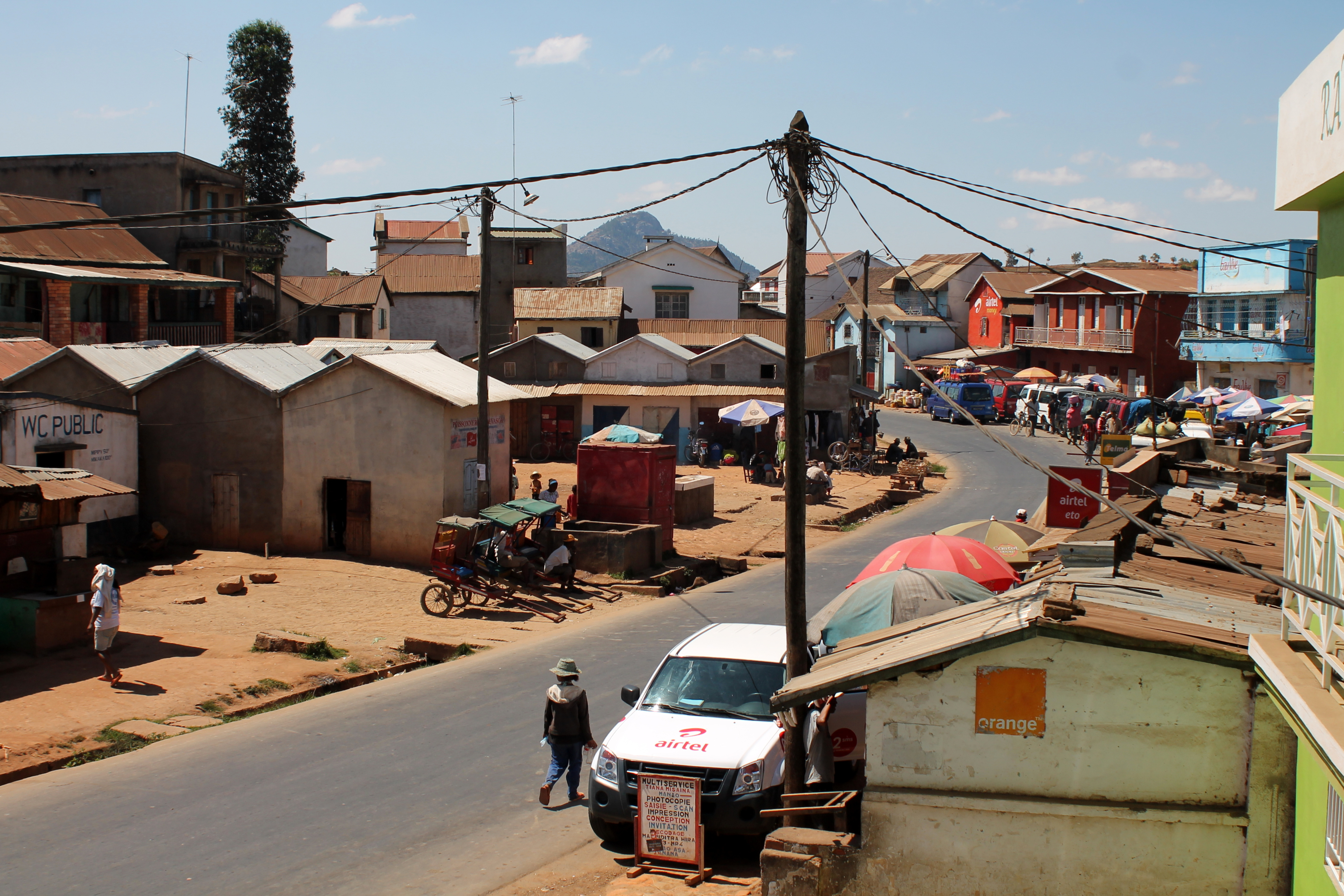
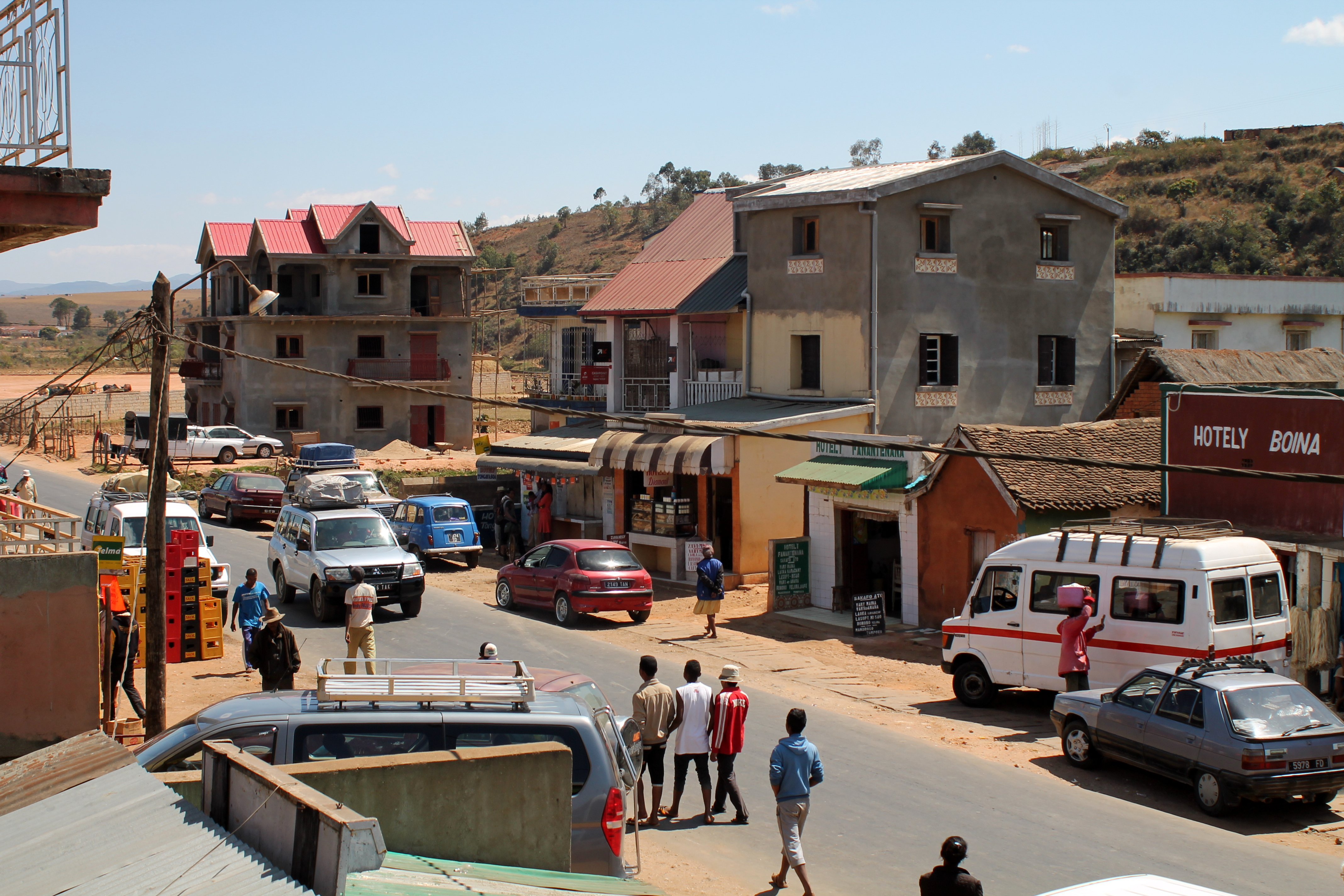

- Library of Congress Control Number: n2017022020
- Virtual International Authority File: 9829149296179480670000